# Villa Rita

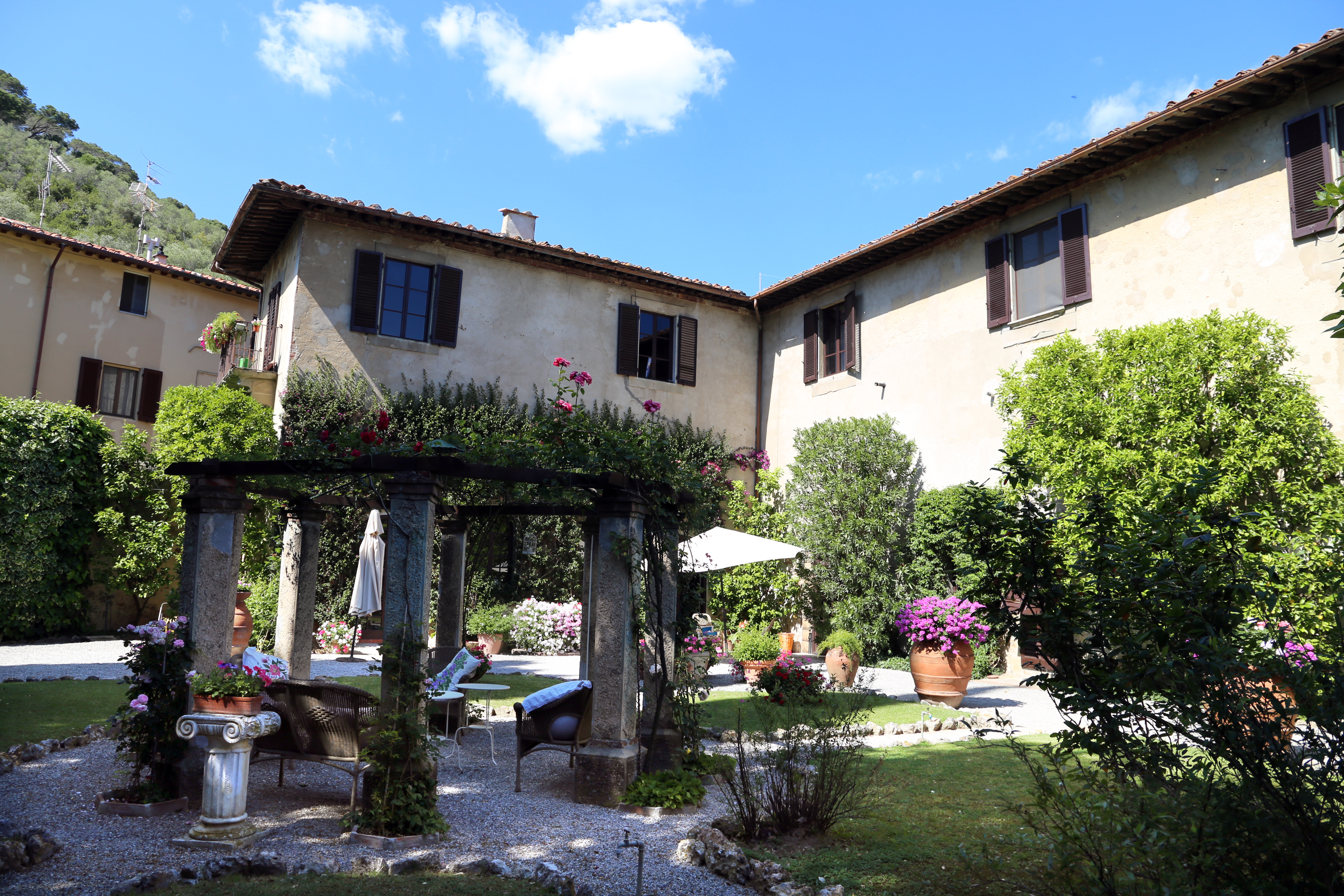
Villa Rita

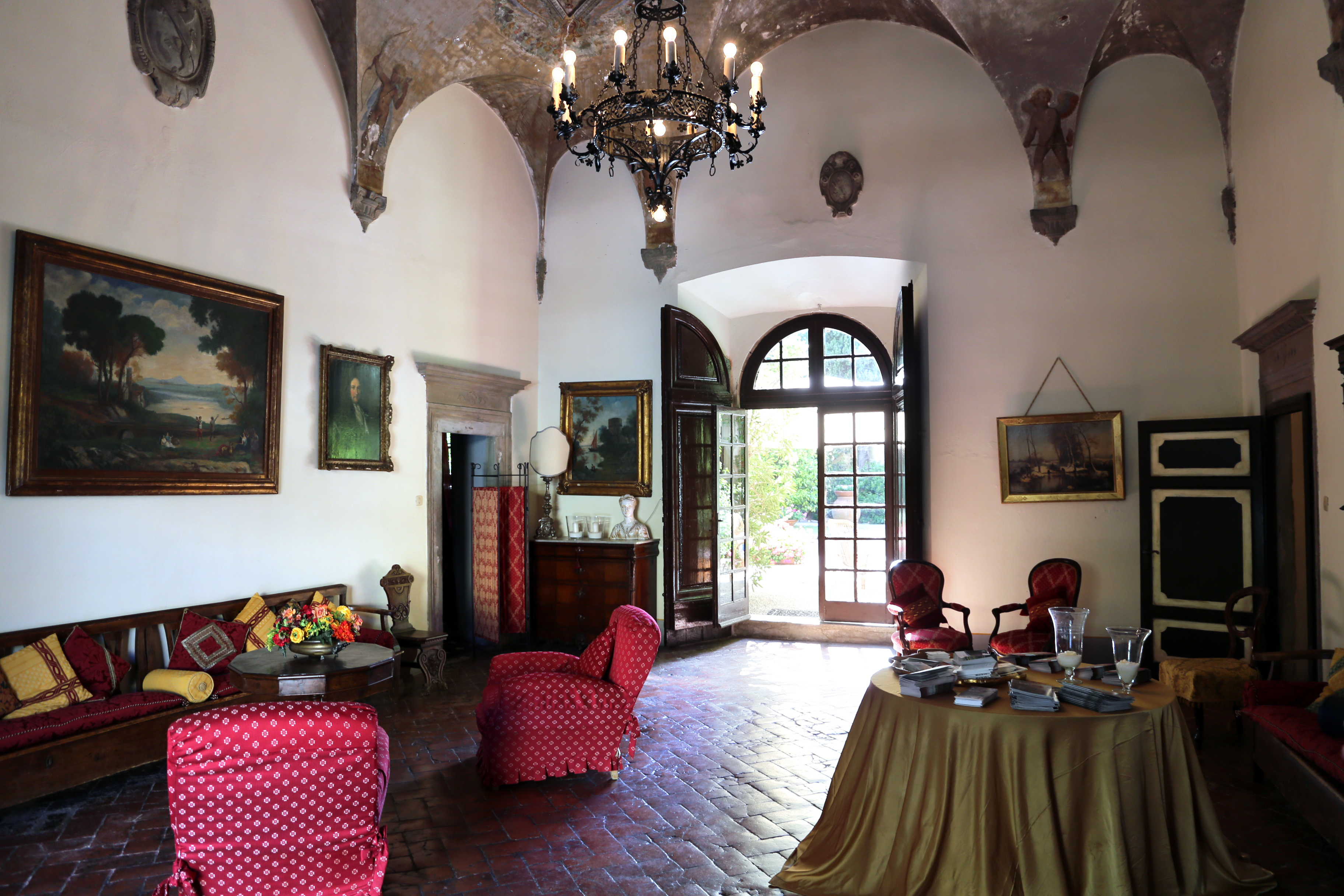
Il salone

Villa Rita si trova a Noce, frazione del comune di Vicopisano, in provincia di Pisa.

## Storia e descrizione
Edificio di origine quattrocentesco, vide l'alternarsi di famiglie fiorentine e pisane. Ai Lanfreducci di Firenze seguirono i Lanfranchi e gli Scotto Mosca di Pisa nel XV secolo. Gli stemmi di queste famiglie si vedono ancora oggi nel salone al piano terra. L'interno conserva arredi e pavimenti in cotto originali, oltre ad affreschi cinquecenteschi del Ghirlanda, attivo anche nel Camposanto monumentale e in altri palazzi di Pisa.
Dal 1970 appartiene a Maria Rita Cilotti che le ha dato il nome.

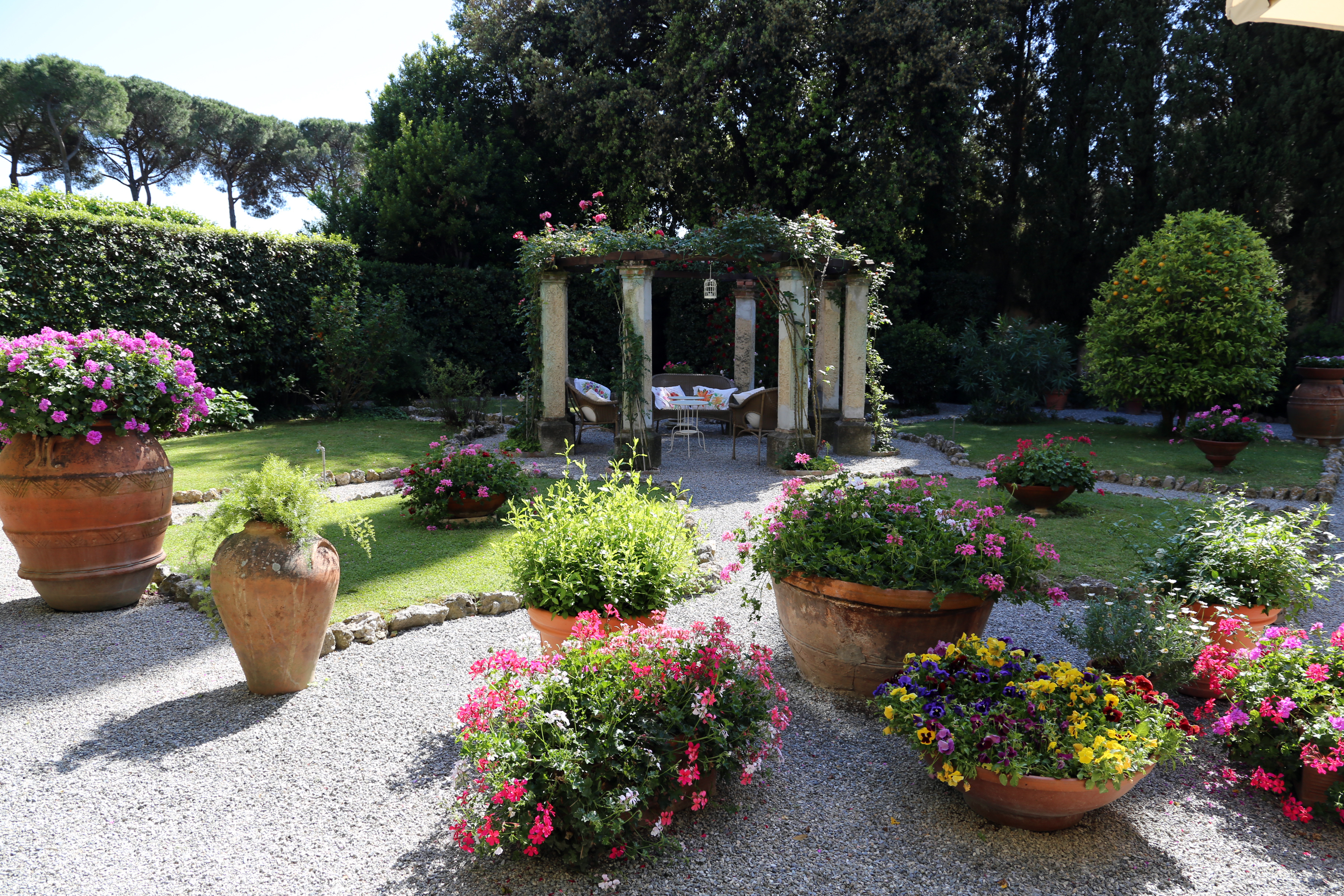
Il giardino
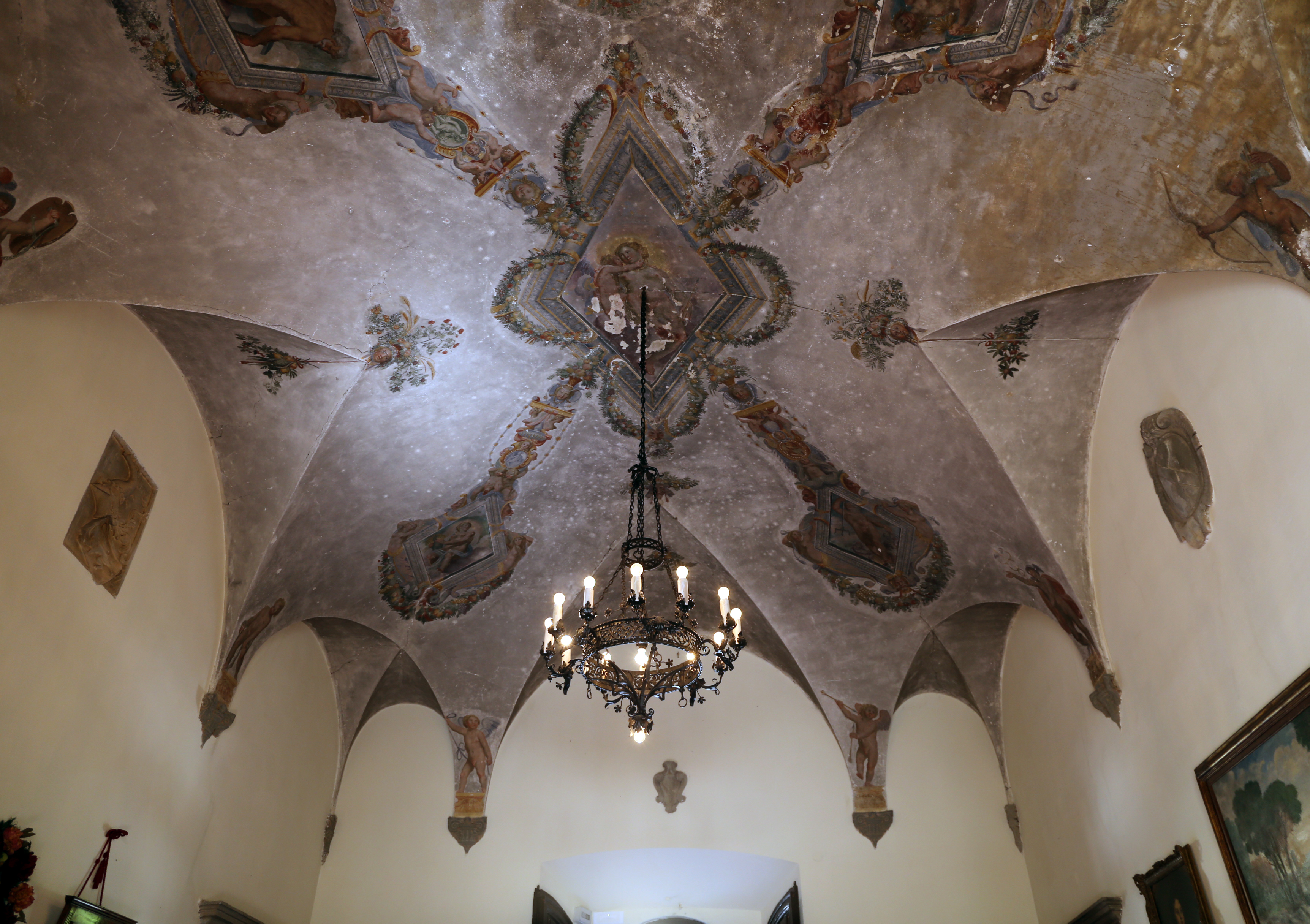
La volta affrescata dal Ghirlanda
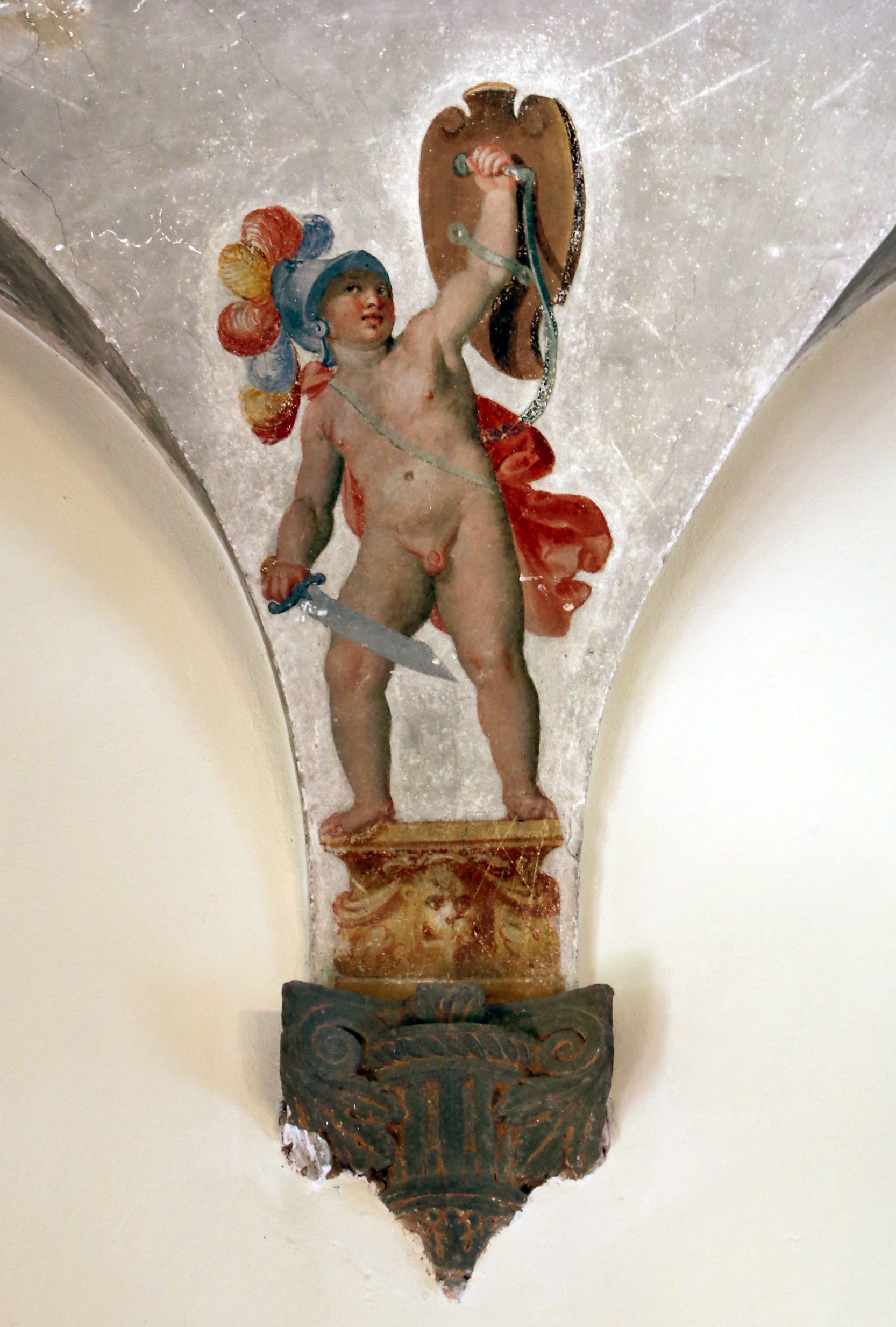
Agostino Ghirlanda, Marte